# Luoghi di monte
I luoghi di monte erano titoli di debito pubblico in uso fin dal Medioevo. 

## Caratteristiche
I "luoghi" erano tipicamente beni stabili, o quote, di un "monte", ovvero una fonte di risparmio per una moltitudine di soggetti. La parola monte denota - in questo contesto - un certo ammontare di denaro che viene chiesto in prestito da una amministrazione statale o da un privato:
(Giovanni Battista De Luca, Tractatus de locis montium non vacabilium urbis, in: Tractatus de officiis venalibus vacabilibus romanae Curiae, Roma 1682, p. 5.)
Questi beni erano spesso sgravati da altri obblighi ad esclusione della loro rendita finanziaria, la quale era idealmente sgravata anche da imposte. Si escludeva solitamente che fossero costituiti da denaro contante.
Ancora a metà del XVIII secolo i luoghi di monte venivano considerati in molte aree essere la forma di investimento più sicura e remunerativa.

## Storia e diffusione
Forme di debito pubblico esistevano a Venezia, Genova e Firenze già dal XII secolo. 

### Stato pontificio
Nello Stato pontificio furono introdotti solo dal secolo XVI. Il primo monte, il Monte della Fede, fu emesso nel 1526 da papa Clemente VII Medici sul modello dei monti fiorentini dei secoli precedenti e gli introiti servirono a sostenere Carlo V nella guerra contro i Turchi. Tali titoli venivano emessi dalla Camera Apostolica ed erano amministrati da tre uffici: la Segreteria, la Computisteria e la Depositeria. I monti potevano essere di tipo vacabile o non vacabile a seconda se si estinguessero con la morte del titolare o fossero ereditabili. Naturalmente le rendite dei monti vacabili erano più alte (generalmente doppie) di quelle dei monti non-vacabili; i tassi d'interesse dei monti vacabili, che all'inizio erano del 10%, si ridussero al 3 % alla fine del Settecento.

I Monti si distinguevano anche a seconda dell'autorità che li istituiva: 
- Camerali (ossia della Camera Apostolica) assumendo vari nomi derivanti o dal nome del pontefice (Monte Giulio, Monte Sisto e così via), o dalla causa per cui venivano eretti (come il citato Monte della fede); o dai redditi assegnatigli (Monte Allumiere, Monte del sale ecc).
- Comunitativi: dai nomi delle comunità (Monte Zagarolo, Monte Sermoneta);
- Baronali: dai nomi delle famiglie in favore delle quali erano eretti (Monte Savelli, Colonna, Orsini etc.).